# Hieracium laevigatum
Lo  sparviere allungato (nome scientifico  Hieracium laevigatum  Willd., 1803) è una specie di pianta angiosperma dicotiledone della famiglia delle Asteraceae.  Hieracium laevigatum  è anche l'unica "specie principale" italiana appartenente alla sezione Hieracium sect. Tridentata   (Fr.) Arv.-Touv..

## Etimologia
Il nome del genere deriva dalla parola greca hierax o hierakion (= sparviere, falco). Il nome del genere è stato dato inizialmente dal botanico francese Joseph Pitton de Tournefort (1656 - 1708) rifacendosi probabilmente ad alcuni scritti del naturalista romano Gaio Plinio Secondo (23 - 79) nei quali, secondo la tradizione, i rapaci si servivano di questa pianta per irrobustire la loro vista. L'epiteto specifico (laevigatum ) significa che la pianta ha una delle seguenti caratteristiche: liscio o scivoloso, brillante o lucente.
Il nome scientifico della specie è stato definito dal botanico Carl Ludwig Willdenow (1765-1812) nella pubblicazione " Species Plantarum. Editio Quarta. Berolini [Berlin]" ( Sp. Pl., ed. 4 [Willdenow] 3(3): 1590) del 1803. Il nome scientifico della sezione è stato definito dai botanici Jean Maurice Casimir Arvet-Touvet (1841-1913) e Elias Magnus Fries (1794-1878).

## Descrizione

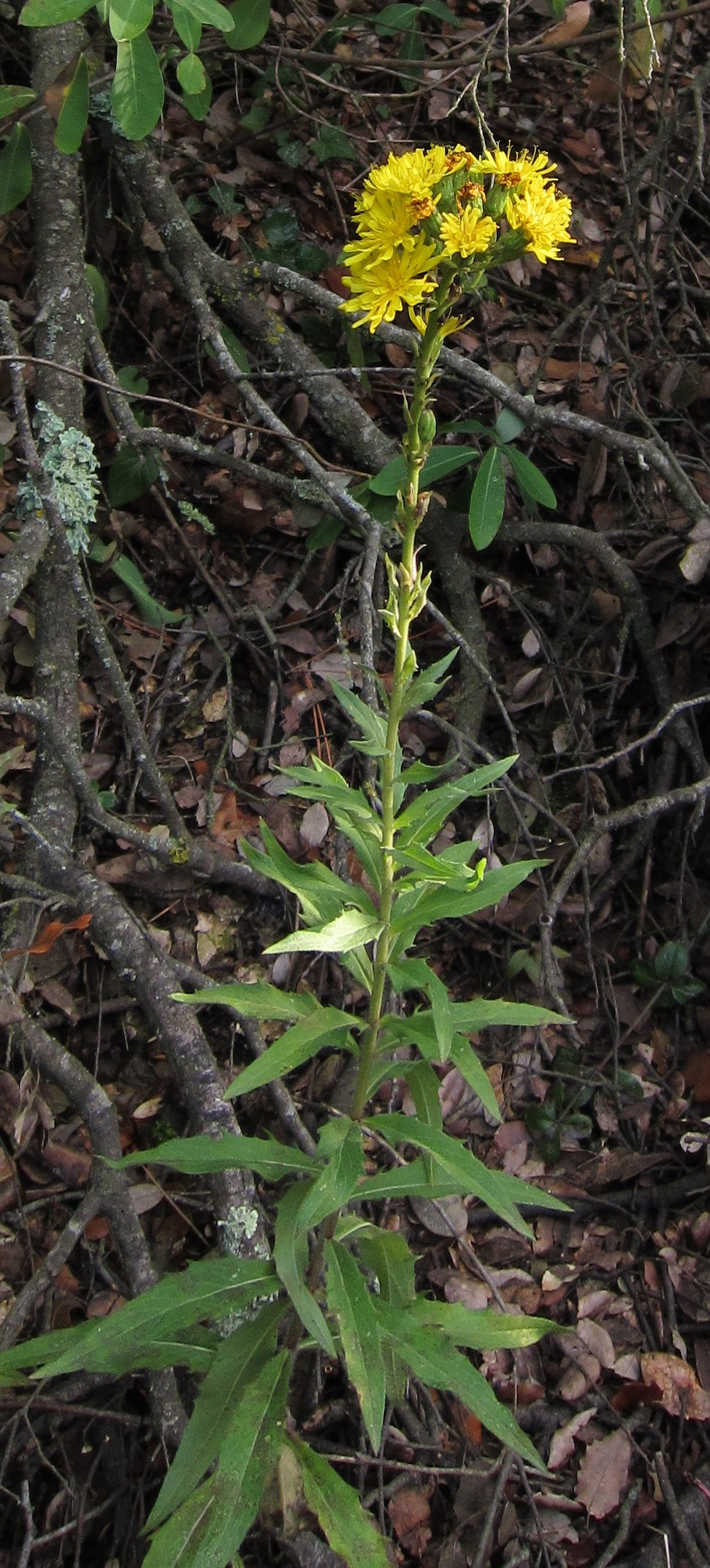
Il portamento

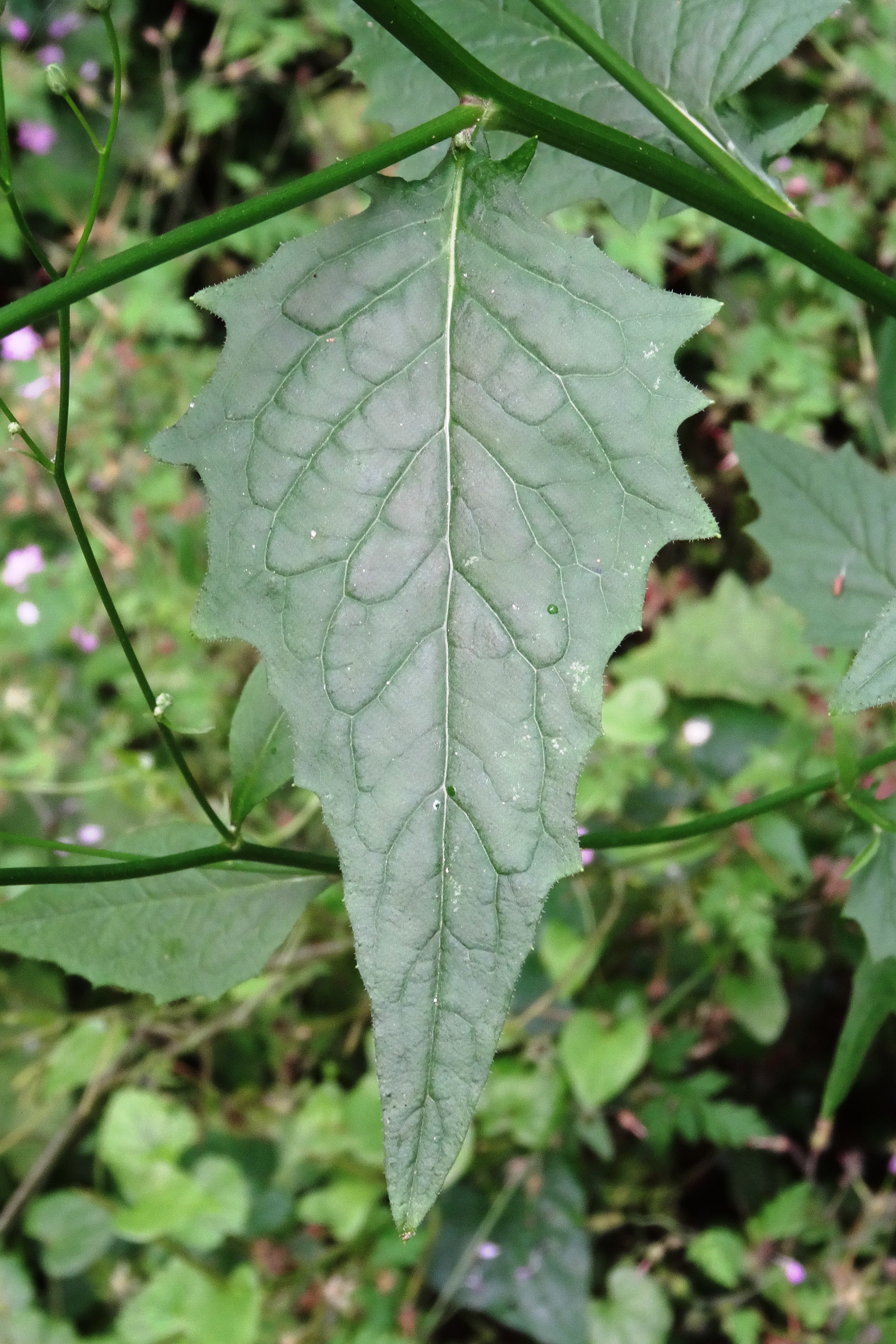
Le foglie

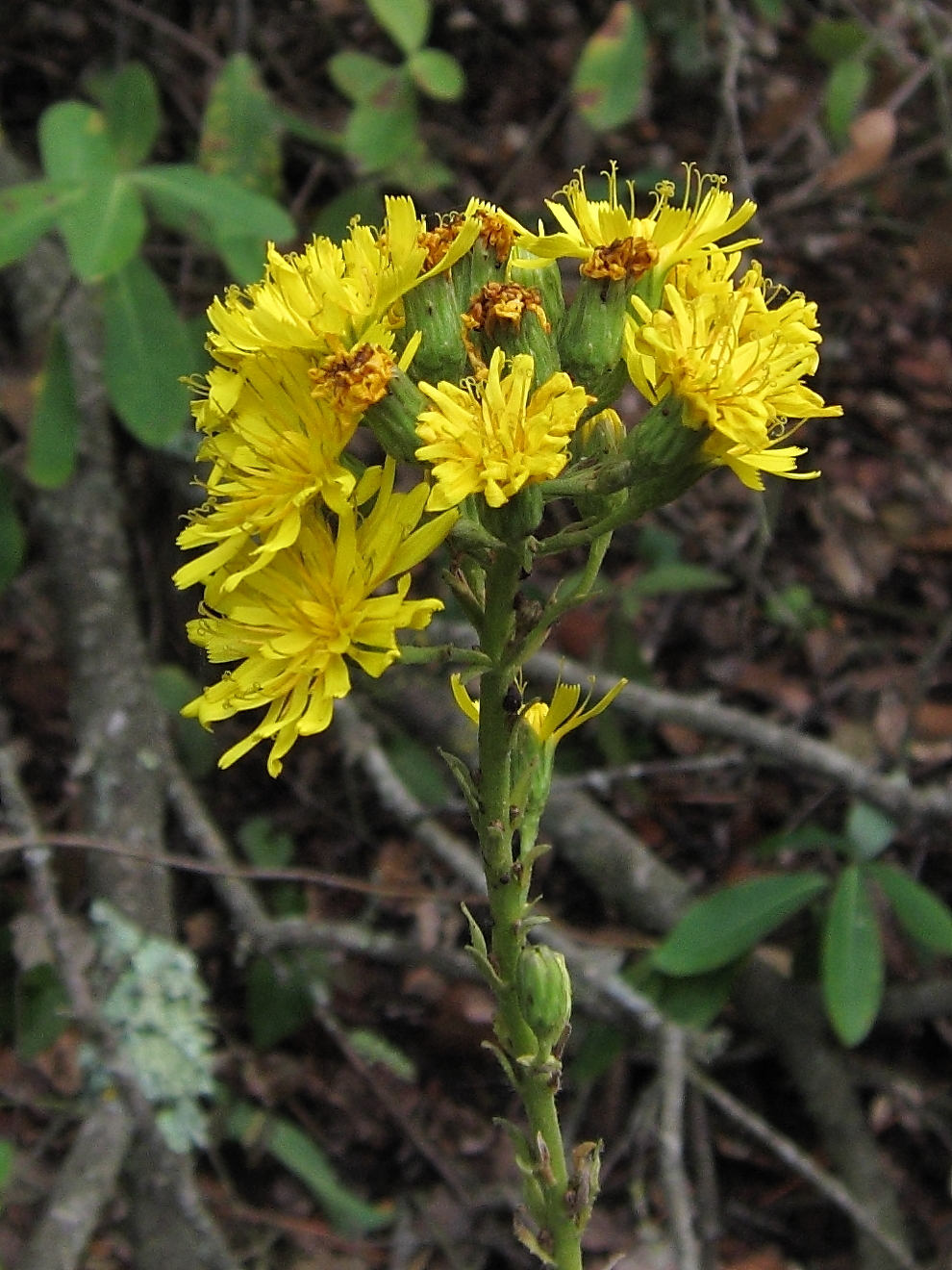
Infiorescenza

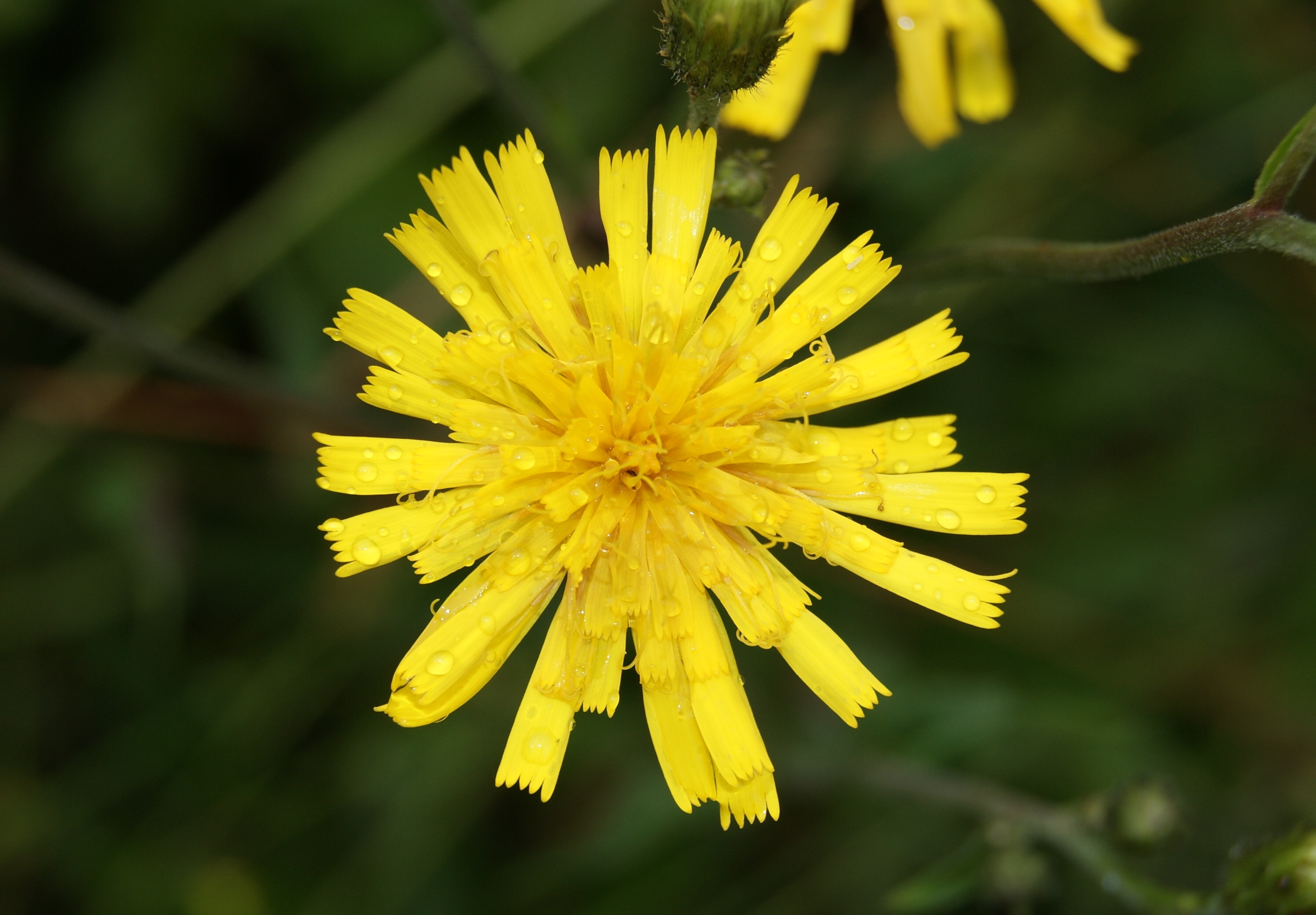
I fiori

Habitus. La forma biologica prevalente è emicriptofita scaposa (H scap), ossia in generale sono piante erbacee (e aromatiche), a ciclo biologico perenne, con gemme svernanti al livello del suolo e protette dalla lettiera o dalla neve, inoltre spesso hanno l'asse fiorale eretto e privo di foglie (piante scapose), oppure le foglie basali sono assenti alla fioritura. Le specie di questo gruppo sono piante di tipo afillopode (raramente hypofillopode). Tutte le specie del gruppo sono provviste di latice.
Fusto. Il fusto, in genere eretto e ascendente, in basso è legnoso, è colorato di verde-chiaro fino a verde-brunastro e mediamente ramificato. Le radici in genere sono di tipo fittonante. Queste piante arrivano ad una altezza di 30 – 80 cm (massimo 100 cm).
Foglie. Sono presenti solamente foglie cauline  (da 5 a 10) con disposizione alterna e uniformemente distribuite lungo il caule e progressivamente decrescenti verso l'alto. Le lamine sono intere o dentate con forme ampiamente ovate o lanceolate. La superficie può essere ricoperta da peli semplici o ramificati. Le foglie basali (o inferiori) sono distintamente picciolate (i piccioli, glabri o pelosi, sono sempre ben visibili); all'antesi spesso una o due foglie basali sono necrosate; quelle superiori sono sessili (lungamente attenuate alla base).
Infiorescenza. Le sinflorescenze sono lassamente panicolate con 3 - 7 rami con un totale di 5 - 15 capolini. L'acladio è di 0,5 – 3 cm. L'infiorescenza vera e propria è composta da un capolino terminale e sotteso da 2 - 5 brattee fogliacee. I capolini, solamente di tipo ligulifloro, sono formati da un involucro composto da diverse brattee (o squame) all'interno delle quali un ricettacolo fa da base ai fiori ligulati. L'involucro ha una forma più o meno da semi-ellissoide a emisferica ed è formato da brattee disposte in modo appressato su due file (non regolarmente embricate), con apici da subottusi fino ad acuti. Il ricettacolo, alla base dei fiori, può essere cigliato, oppure può essere nudo (senza pagliette). Gli involucri, glabri o pelosi (peli ghiandolari, semplici e stellati da sparsi a densi), sono sempre ben visibili. Dimensione dell'involucro: 9 – 11 mm
Fiori. I fiori, tutti ligulati, sono tetra-ciclici (ossia sono presenti 4 verticilli: calice – corolla – androceo – gineceo) e pentameri (ogni verticillo ha in genere 5 elementi). I fiori sono ermafroditi, fertili e zigomorfi.
- Formula fiorale:

*/x K {\displaystyle \infty }, [C (5), A (5)], G 2 (infero), achenio
- Calice: i sepali del calice sono ridotti ad una coroncina di squame.
- Corolla: le corolle sono formate da un tubo e da una ligula terminante con 5 denti; il colore è giallo. I dentelli apicali sono glabri. Dimensioni delle ligule: larghezza 2 mm; lunghezza 15 – 20 mm.
- Androceo: gli stami sono 5 con filamenti liberi, mentre le antere sono saldate in un manicotto (o tubo) circondante lo stilo.[15] Le antere alla base sono acute. Il polline è tricolporato.[16]
- Gineceo: lo stilo giallo (con tendenza al nerastro) è filiforme e peloso sul lato inferiore; gli stigmi dello stilo sono due divergenti. L'ovario è infero uniloculare formato da 2 carpelli. La superficie stigmatica è interna.[17]
- Antesi:  (la fioritura è avanzata fino all'autunno).

Frutti. I frutti sono degli acheni con pappo. Gli acheni hanno una forma da oblunga a obovoide-obconica con apice troncato e privi di becco (non sono compressi); in alcuni casi gli acheni sono provvisti di coste longitudinali. La colorazione varia da paglierina a castano-scuro. Il pappo si compone di peli semplici grigiastri, scabri o barbati (non piumosi). Raramente il pappo è assente. Dimensione degli acheni: 2,8 - 3,2 mm.

## Biologia
Impollinazione: l'impollinazione avviene tramite insetti (impollinazione entomogama tramite farfalle diurne e notturne).

Riproduzione: la fecondazione avviene fondamentalmente tramite l'impollinazione dei fiori (vedi sopra).

Dispersione: i semi (gli acheni) cadendo a terra sono successivamente dispersi soprattutto da insetti tipo formiche (disseminazione mirmecoria). In questo tipo di piante avviene anche un altro tipo di dispersione: zoocoria. Infatti gli uncini delle brattee dell'involucro (se presenti) si agganciano ai peli degli animali di passaggio disperdendo così anche su lunghe distanze i semi della pianta.

## Distribuzione e habitat

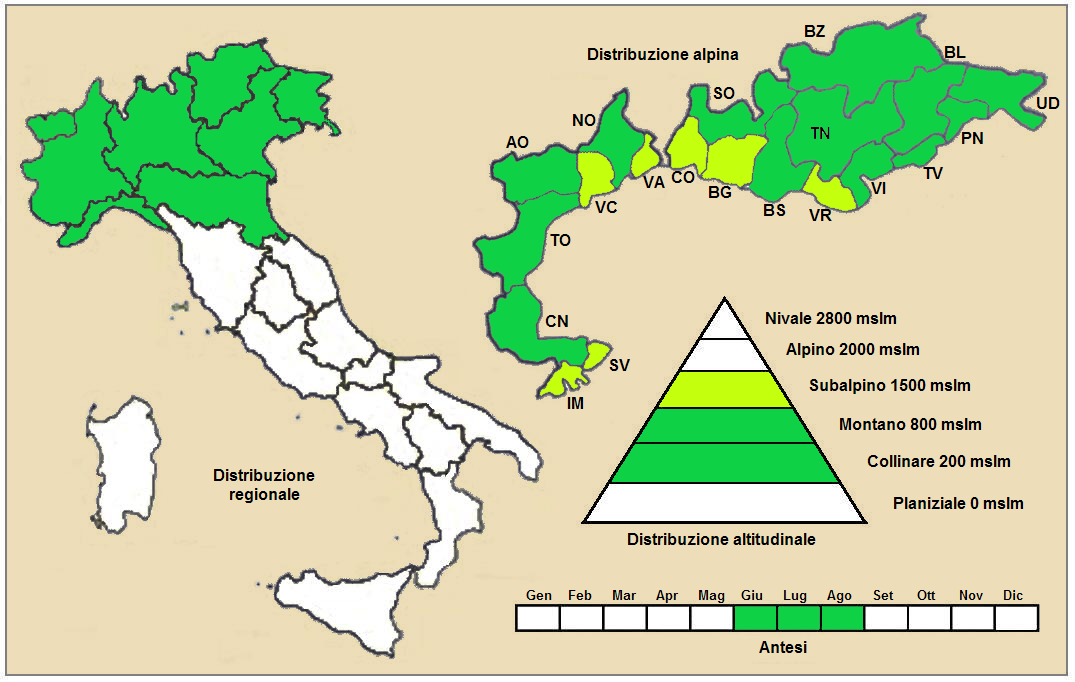
Distribuzione della pianta (Distribuzione regionale – Distribuzione alpina)

Geoelemento: il tipo corologico (area di origine) è Circumboreale o anche Eurosiberiano.
Distribuzione: in Italia questa specie è rara e si trova sulle Alpi, Prealpi e Appennino settentrionale (più rara). Fuori dall'Italia, sempre nelle Alpi, questa specie si trova in Francia, Svizzera, Austria e Slovenia. Sugli altri rilievi collegati alle Alpi è presente nei Monti Vosgi, Massiccio del Giura, Massiccio Centrale, Pirenei, Alpi Dinariche e Carpazi.
Habitat: l'habitat preferito per queste piante sono le selve, i cespuglieti e i cedui. Il substrato preferito è calcareo ma anche siliceo con pH neutro, bassi valori nutrizionali del terreno che deve essere secco.
Distribuzione altitudinale: sui rilievi alpini, in Italia, queste piante si possono trovare tra 500 - 1.800 m s.l.m.; nelle Alpi frequentano quindi i seguenti piani vegetazionali: collinare, montano e in parte quello subalpino.

### Fitosociologia

#### Areale alpino
Dal punto di vista fitosociologico alpino Hieracium laevigatum appartiene alla seguente comunità vegetale:
Formazione: delle comunità forestali
Classe: Quercetea robori-sessiliflorae
Ordine: Quercetalia robori-sessiliflorae

#### Areale italiano
Per l'areale completo italiano Hieracium laevigatum appartiene alla seguente comunità vegetale:
Macrotipologia:  vegetazione forestale e preforestale.
Classe: Querco roboris-fagetea Sylvaticae Br.-Bl. & Vlieger in Vlieger, 1937
Ordine: Quercetalia roboris Tüxen, 1931
Alleanza: Quercion roboris Malcuit, 1929
Descrizione. L'alleanza Quercion roboris è relativa alle comunità di tipo forestale, sia del piano che delle colline, rappresentate da rovereti, castagneti, betuleti e pino-querceti. In queste comunità sono presenti climi oceanici con precipitazioni comprese tra 800 e 1500 mm annui. I suoli sono ricchi, profondi e acidi, e ospitano in genere specie oceaniche. La distribuzione è prevalentemente atlantica e centro-europea, ma queste cenosi sono presenti anche nell’Italia settentrionale.
Specie presenti nell'associazione: Quercus robur, Quercus petraea, Sorbus aucuparia, Anthoxanthum odoratum, Betula pendula, Calluna vulgaris, Corydalis claviculata, Cytisus scoparius, Hieracium laevigatum, Melampyrum pratense, Polypodium vulgare, Teucrium scorodonia, Betula pubescens, Convallaria majalis, Euphorbia cyparissias, Frangula alnus, Molinia caerulea, Pleurozium schreberi e Solidago virgaurea.
Altre alleanze e associazioni per questa specie sono:
- Quercion roboris.

## Tassonomia
La famiglia di appartenenza di questa voce (Asteraceae o Compositae, nomen conservandum) probabilmente originaria del Sud America, è la più numerosa del mondo vegetale, comprende oltre 23.000 specie distribuite su 1.535 generi, oppure 22.750 specie e 1.530 generi secondo altre fonti (una delle checklist più aggiornata elenca fino a 1.679 generi). La famiglia attualmente (2021) è divisa in 16 sottofamiglie.

### Filogenesi
Il genere di questa voce appartiene alla sottotribù Hieraciinae della tribù Cichorieae (unica tribù della sottofamiglia Cichorioideae). In base ai dati filogenetici la sottofamiglia Cichorioideae è il terz'ultimo gruppo che si è separato dal nucleo delle Asteraceae (gli ultimi due sono Corymbioideae e Asteroideae). La sottotribù Hieraciinae fa parte del "quinto" clade della tribù; in questo clade è posizionata alla base ed è "sorella" al resto del gruppo comprendente, tra le altre, le sottotribù Microseridinae e Cichoriinae. Il genere  Hieracium (insieme al genere Pilosella) costituisce il nucleo principale della sottotribù Hieraciinae e formano (insieme ad altri generi minori) un "gruppo fratello" posizionato nel "core" delle Hieraciinae.
Il genere Hieracium è un genere estremamente polimorfo con maggioranza di specie apomittiche. Di questo genere sono descritte circa 1000 specie sessuali e oltre 3000 specie apomittiche, delle quali circa 250 e più sono presenti nella flora spontanea italiana. Alcuni taxon collegati alle varie specie del genere sono sottospecie, altri sono considerati aggregati (o inclusi), e altri ancora sono considerati "intermediari" (o impropriamente ibridi in quanto queste specie essendo apomittiche non si incrociano e quindi non danno prole feconda) con altre specie. A causa di ciò si pongono dei problemi di sistematica quasi insolubili e per avere uno sguardo d'insieme su questa grande variabilità può essere necessario assumere un diverso concetto di specie. Qui in particolare viene seguita la suddivisione del materiale botanico in sezioni così come sono elencate nell'ultima versione della "Flora d'Italia".
La specie di questa voce è descritta all'interno della sezione Hieracium sect. Tridentata. La sezione XLI Tridentata, insieme alle sezioni Sabauda e Hieracioides, formano un gruppo a sviluppo omogeneo e la cui distribuzione è circumpolare. I caratteri principali sono:
- le specie di questo gruppo sono piante di tipo afillopode (raramente hypofillopode);
- le foglie cauline sono numerose (da 7 a 25); quelle inferiori all'antesi spesso sono necrosate;
- le foglie basali (o inferiori) sono distintamente picciolate; quelle superiori sono sessili (lungamente attenuate alla base);
- i piccioli e gli involucri, glabri o pelosi, sono sempre ben visibili;
- le sinflorescenze sono lassamente panicolate;
- le brattee dell'involucro sono disposte appressate su due file (non regolarmente embricate), con apici da subottusi fino ad acuti;
- la pubescenza sull'involucro è formata da peli ghiandolari, semplici e stellati da sparsi a densi;
- gli acheni hanno delle dimensioni tra 3 e 4,5 mm e una colorazione da paglierina a castana;
- la fioritura è avanzata fino all'autunno.

L'indumentum è uno degli elementi più importanti per distinguere le varie specie. Hieracium laevigatum è caratterizzato dalla seguente pubescenza:
| Tipo peli        | Caule                                                | Foglie                                           | Peduncoli dei capolini                  | Brattee involucrali                    |
| ---------------- | ---------------------------------------------------- | ------------------------------------------------ | --------------------------------------- | -------------------------------------- |
| Peli semplici    | Da assenti a densi, lunghi 1 – 2 mm, molli e bianchi | Sulle nervature: da assenti a densi              | Da assenti a densi                      | Da assenti a densi                     |
| Peli ghiandolari | Assenti                                              | Assenti                                          | Da assenti a densi, lunghi 0,2 - 0,3 mm | Da sparsi a densi, lunghi 0,2 - 0,7 mm |
| Peli stellati    | Assenti o sparsi                                     | Sui margini e sulle nervature: da sparsi a densi | Densi                                   | Da assenti a densi                     |

Il numero cromosomico di  Hieracium laevigatum  è: 2n = 18, 27 e 36.

### Sottospecie
Per questa specie sono riconosciute le seguenti 41 sottospecie presenti nella flora spontanea italiana:
- Hieracium laevigatum subsp. achalzichiense (Üksip) Greuter, 2007 - Distribuzione: Transcaucasia
- Hieracium laevigatum subsp. acrifolium (Dahlst.) Zahn, 1922 - Distribuzione: Europa con discontinuità e Transcaucasia
- Hieracium laevigatum subsp. albaredanum  Zahn - Distribuzione: Italia (Valle d'Aosta)
- Hieracium laevigatum subsp. amaurolepis  Murr & Zahn, 1906 - Distribuzione: Italia (Trentino-Alto Adige) e Europa centrale
- Hieracium laevigatum subsp. auriglandulum (Wiinst.) Zahn, 1937 - Distribuzione: Germania e Danimarca
- Hieracium laevigatum subsp. boreanum (Boreau) Zahn, 1923 - Distribuzione: Europa centrale
- Hieracium laevigatum subsp. chaubardianum (Arv.-Touv.) Zahn, 1922 - Distribuzione: Francia
- Hieracium laevigatum subsp. dechyi  Koslovsky & Zahn, 1913 - Distribuzione: Transcaucasia
- Hieracium laevigatum subsp. dryadeum (Jord. ex Boreau) Zahn, 1923 - Distribuzione: Europa centrale
- Hieracium laevigatum subsp. echinodermum  Zahn, 1905 - Distribuzione: Svizzera
- Hieracium laevigatum subsp. fagineum (Arv.-Touv.) Zahn, 1923 - Distribuzione: Francia
- Hieracium laevigatum subsp. ficifolium (Arv.-Touv.) Zahn, 1923 - Distribuzione: Francia
- Hieracium laevigatum subsp. flocciparum  Schelk. & Zahn, 1913 - Distribuzione: Transcaucasia
- Hieracium laevigatum subsp. glareosum (Lönnr.) Greuter, 2007 - Distribuzione: Europa settentrionale
- Hieracium laevigatum subsp. goriense  Koslovsky & Zahn, 1913 - Distribuzione: Transcaucasia
- Hieracium laevigatum subsp. gothiciforme (Dahlst.) Zahn, 1906 - Distribuzione: Italia (Veneto) e Europa centrale
- Hieracium laevigatum subsp. gothicum (Fr.) Celak., 1871 - Distribuzione: Europa centrale e settentrionale
- Hieracium laevigatum subsp. grandidens  Zahn, 1901 - Distribuzione: Italia (Trentino-Alto Adige) e Europa centrale
- Hieracium laevigatum subsp. griseovirens  Zahn, 1905 - Distribuzione: Europa centrale
- Hieracium laevigatum subsp. gsiesense  Zahn - Distribuzione: Italia (Trentino-Alto Adige)
- Hieracium laevigatum subsp. hypopityforme (Üksip) Greuter, 2007 - Distribuzione: Anatolia e Transcaucasia
- Hieracium laevigatum subsp. knafii (Celak.) Zahn, 1921 - Distribuzione: Italia (Trentino-Alto Adige) e Europa orientale
- Hieracium laevigatum subsp. kubanicum  Litv. & Zahn, 1907 - Distribuzione: Transcaucasia
- Hieracium laevigatum subsp. laevigans  Zahn, 1920 - Distribuzione: Italia (Trentino-Alto Adige) e Europa
- Hieracium laevigatum subsp. laevigatum - Distribuzione: Italia (Alpi) e Europa
- Hieracium laevigatum subsp. leucothyrsum (Litv. & Zahn) Greuter, 2007 - Distribuzione: Transcaucasia
- Hieracium laevigatum subsp. lineatum (Dahlst.) Zahn, 1906 - Distribuzione: Italia (Trentino-Alto Adige) e Europa centrale e settentrionale
- Hieracium laevigatum subsp. macrolygodes  Zahn, 1922 - Distribuzione: Transcaucasia
- Hieracium laevigatum subsp. magistri (Godr.) Zahn, 1916 - Distribuzione: Italia (Valle d'Aosta) e Europa centrale
- Hieracium laevigatum subsp. nivale (Froel.) Zahn, 1921 - Distribuzione: Italia (Alpi) e Europa centrale
- Hieracium laevigatum subsp. pesianum (Arv.-Touv. & Belli) Zahn, 1923 - Distribuzione: Italia
- Hieracium laevigatum subsp. pictaviense (Sauze & Maill.) Zahn, 1922 - Distribuzione: Italia (Trentino-Alto Adige) e Europa centrale
- Hieracium laevigatum subsp. pizzulicum  Gottschl., 2017 - Distribuzione: Italia (Friuli)
- Hieracium laevigatum subsp. pseudogothicum (Arv.-Touv.) Zahn, 1921 - Distribuzione: Italia (Piemonte) e Europa centrale
- Hieracium laevigatum subsp. retardatum  Zahn, 1905 - Distribuzione: Italia (Piemonte)  e Europa centrale
- Hieracium laevigatum subsp. revolii (Sudre) Zahn, 1922 - Distribuzione: Francia
- Hieracium laevigatum subsp. rigidum (Hartm.) Celak., 1817 - Distribuzione: Italia (Alpi occidentali) e Europa
- Hieracium laevigatum subsp. sagotii (Boreau) Zahn, 1922 - Distribuzione: Europa centrale
- Hieracium laevigatum subsp. stenogonium Zahn - Distribuzione: Italia (Trentino-Alto Adige)
- Hieracium laevigatum subsp. subgracilipes  Zahn, 1922 - Distribuzione: Europa
- Hieracium laevigatum subsp. trichocalyx  Gottschl., 2016 - Distribuzione: Italia (Piemonte)
- Hieracium laevigatum subsp. tridentatum (Fr.) Celak., 1871 - Distribuzione: Italia (Alpi occidentali) e Europa centrale

### Specie simili
Nella "Flora d'Italia" sono indicate le seguenti "specie secondarie" (collegate alla specie di questa voce) appartenente al gruppo della sezione  Tridentata:
| Specie                                   | Caratteri                                             | Habitat                 | Distribuzione italiana    | Sottospecie |
| ---------------------------------------- | ----------------------------------------------------- | ----------------------- | ------------------------- | ----------- |
| Hieracium calocymum Zahn, 1905[28]       | Tra la specie H. laevigatum e la specie H. onosmoides | Pendii erbosi           | Valle d'Aosta- Molto rara |             |
| Hieracium flagelliferum Ravaud, 1877[29] | Tra la specie H. sabaudum e la specie H. lachenalii   | Pendii erbosi e incolti | Belluno- Molto rara       |             |